# Драгорај
Драгорај је насељено мјесто у општини Рибник, Република Српска, БиХ. Према попису становништва из 1991. у насељу је живјело 214 становника.

## Становништво
| Националност       | 1991. | 1981. | 1971. | 1961. |
| Срби               | 212   | 201   | 171   | 240   |
| Југословени        | 2     |       |       |       |
| остали и непознато |       |       | 1     |       |
| Укупно             | 214   | 201   | 172   | 240   |

| Демографија | Демографија | Демографија |
| Година      | Становника  | Становника  |
| ----------- | ----------- | ----------- |
| 1961.       | 240         |             |
| 1971.       | 172         |             |
| 1981.       | 201         |             |
| 1991.       | 214         |             |